# Liam Corrigan
Liam Corrigan (11 de setembro de 1997) é um remador estadunidense, campeão olímpico.

## Carreira
Ele competiu no evento masculino oito nas Olimpíadas de Verão de 2020 pelos Estados Unidos, terminando a competição em quarto lugar. Corrigan fez parte da equipe vencedora de Oxford na corrida de barco de 2022.
Nos Jogos Olímpicos de Verão de 2024, em Paris, conquistou a medalha de ouro na competição de quatro sem masculino, ao lado de Nick Mead, Justin Best e Michael Grady com o tempo de 5:49.03.